# Cascio (nautica)

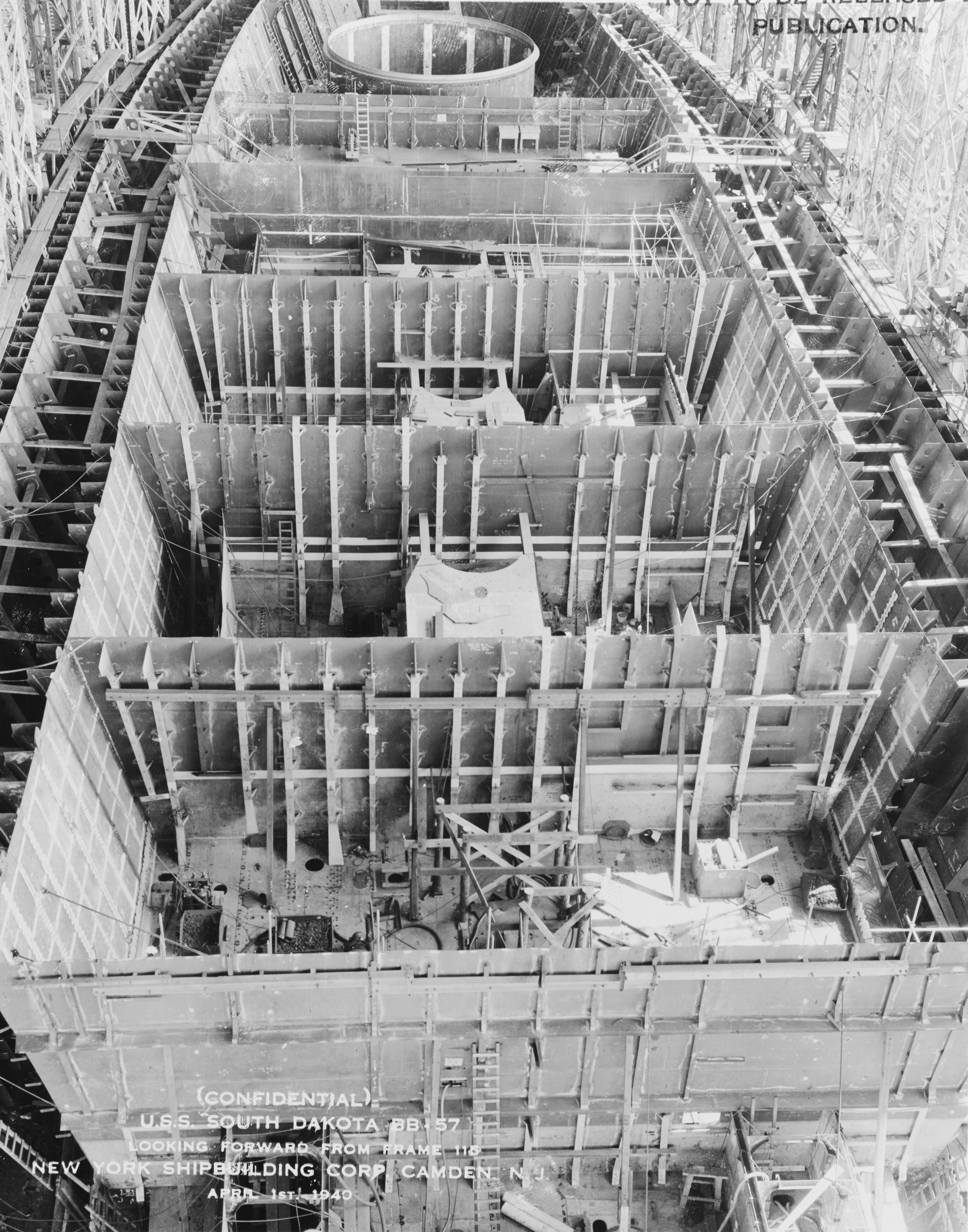
Vista sulle paratie trasversali durante la costruzione della corazzata USS South Dakota (BB-57), 1940.

Cascio, è un termine utilizzato in ambito nautico, è un sistema di divisione dello spazio delle stive per rendere più sicura la navigazione.

## Struttura e utilizzi
Si utilizzano paratie provviste di puntelli e tiranti, per limitare la superficie libera e impedirne che scorra durante la navigazione, per dare più stabilità alla nave.
In seguito alla convenzione di Londra del 1960 che parlava della sicurezza della navigazione e la salvaguardia della vita in mare, la struttura può essere eliminata se utilizzata una equivalente.